# ريوزو شيميزو (لاعب كرة قدم مواليد 1902)
ريوزو شيميزو (باليابانية: 清水 隆三) (مواليد 30 سبتمبر 1902)، هو لاعب كرة قدم ياباني سابق كان يلعب كمهاجم. سبق له أن لعب مع منتخب اليابان.

## وصلات خارجية
- ريوزو شيميزو على موقع ناشيونال فوتبول تيمز (الإنجليزية)

- National Football Teams
- Japan National Football Team Database